# آلماملک
آلمامِلِک (به مجاری:  Almamellék) یک سکونتگاه مسکونی در مجارستان است که در بارانیا واقع شده‌است.